# F1ROC: Race of Champions
F1ROC: Race of Champions (Japans: エキゾースト・ヒート) is een computerspel dat werd ontwikkeld en uitgegeven door SETA. Het spel werd in 1992 uitgebracht voor de Super Nintendo Entertainment System. De speler moet in het spel zestien autoraces rijden in de wereld. Voor elke race krijgt hij geld dat hij kan gebruiken om zijn auto op te waarderen. De eerste plaats levert 7000 dollar op.

## Ontvangst
| Beoordeeld door                | Datum         | Score |
| ------------------------------ | ------------- | ----- |
| Joystick (Frans)               | april 1992    | 90%   |
| Computer and Video Games (CVG) | april 1992    | 88%   |
| N-Force                        | januari 1993  | 85%   |
| N-Force                        | december 1992 | 85%   |
| Power Play                     | april 1992    | 68%   |